# Nowy cmentarz żydowski w Piaskach
Nowy cmentarz żydowski w Piaskach – został założony w XIX wieku. Cmentarz znajduje się przy ul. Mickiewicza. Do naszych czasów zachowały się pojedyncze nagrobki, z których najstarszy pochodzi z 1906. Cmentarz jest otoczony żywopłotem. Zajmuje powierzchnię 1,28 ha. Oprócz nich na terenie nekropolii znajduje się pomnik ku czci ofiar Holocaustu, gdyż był miejscem zbiorowych egzekucji, szczególnie w latach 1942-1943, podczas likwidacji getta, gdy na cmentarzu rozstrzelano od kilkuset do około 2000 Żydów.
"Były dwa groby. Tam był jeden w poprzek i tutaj był wzdłuż drugi. Tu był dół wykopany, jak długi on był, to trudno mi powiedzieć, długi prostokąt. [Teraz to jest] na samej granicy cmentarza, bo każdy [rolnicy uprawiający ziemię wokół cmentarza] się przysuwa [do cmentarza]. [Żydzi] stali na desce. Rozbierali się do naga i na deskę. A tam Ukraińce i strzelali. Na desce i do dołu, i do dołu. Potem jak odjechali to, słowo honoru, ziemia się ruszała! Bo to tylko tyle ziemi było [grób przykryty niewielką warstwą ziemi]. Trochę później nawieźli tych Żydów skądś, nie wiadomo skąd, do getta i z getta ich tutaj prowadzili. Koło mojego okna prowadzili. [...] Dla mnie to była ciekawość, małe dziecko, co oni z nimi robią, tyle Żydów, Pani, prowadzić. [...] był koniec, a już tutaj był początek, tyle ich było. Ale to nie byli Żydzi polscy tylko rozmaitości z Niemiec. Co oni z nimi będą robić, ale to nie były nasze Żydy, tylko zagraniczni. A ubrania wszystkie żydowskie były o tu, zostawiane [na cmentarzu] i spalone, oblali ropą czy czymś. Ale tu piaseckie mistrzowie, bida była u nich, to tu przychodzili i te ubrania przebierali, co zostało niespalonego. Tych Żydów wszystkich gonili na kierkut Ukraińcy, to ich sprawa była. Wszystkich Żydów z getta na tamten cmentarz. Koło mojego okna ich gonili. Sami Żydzi kopali te doły [na cmentarzu]. Rozbierali się, potem podpalali te ubrania. A później nasze [Polacy] znów kopali, szukali w tych szmatach złota." 

Relacja anonimowego mieszkańca Piasków z 2017 roku, z archiwum Fundacji Zapomniane